# CESNUR

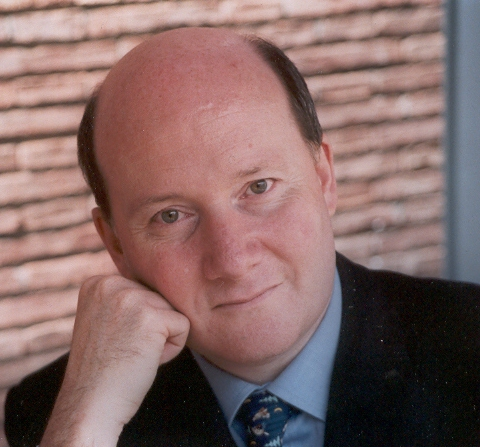
Massimo Introvigne

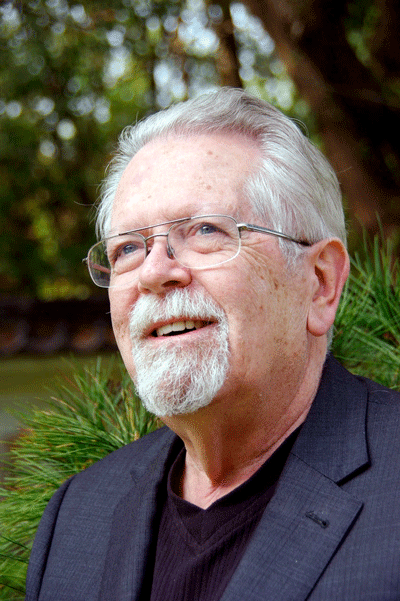
CESNUR Vorstandsmitglied r J. Gordon Melton

Das Zentrum für Studien über neue Religionen (italienisch Centro Studi sulle Nuove Religioni, CESNUR, englisch Center for Studies on New Religions) ist eine internationale Vereinigung zum Studium der neuen religiösen Bewegungen. Der Sitz ist in Turin, Präsident ist Luigi Berzano, Soziologieprofessor an der Universität Turin, Direktor ist Massimo Introvigne. Direktor für Frankreich ist Antoine Faivre.
Das Zentrum wurde 1988 von dem Juristen und Soziologen Massimo Introvigne, dem Geschichtswissenschaftler Jean-François Mayer, dem Religionswissenschaftler John Gordon Melton und der Soziologin Eileen Barker gegründet.

## Aktivitäten
- CESNUR veranstaltete und veranstaltet Kolloquien an mehreren internationalen Universitäten[1] und hat eine Vielzahl von Studien veröffentlicht.[2] Die zwei Editionen der Enciclopedia delle religioni in Italia gelten in Italien allgemein als Standardnachschlagewerk zu religiösen Themen.[3]

- Die von CESNUR veranstalteten Kolloquien richten ihre Aufmerksamkeit zunehmend nicht mehr auf die neuen religiösen Bewegungen, sondern auf den religiösen Pluralismus im Allgemeinen, auf die Beziehungen zwischen Immigration, Globalisierung und Religion, und auf die verschiedenen Formen des Fundamentalismus. 2006 hat CESNUR ein Projekt zum Studium der chinesischen Immigration in Italien begonnen, auch gibt es eine regelmäßig aktualisierte Enzyklopädie der Religionen in Italien im Internet.[4]

- Wechsel in der stellvertretenden Direktion.

PierLuigi Zoccatelli (1965–2024) bekleidete über dreißig Jahre lang die Position des stellvertretenden Direktors des CESNUR (Center for Studies on New Religions). Nach seinem plötzlichen Tod im Jahr 2024 wurde Márk Nemes zu seinem Nachfolger als stellvertretender Direktor ernannt.

## Kritik
Die Ansichten des CESNUR bezüglich der neuen religiösen Bewegungen wurden in Europa von Seiten der Gegner von Sekten und Psychogruppen kritisiert, während CESNUR seinerseits den Kampf gegen die Sekten als gefährlich für die Religionsfreiheit betrachtet.
CESNUR antwortete auf die Vorwürfe, dass das persönliche Engagement Massimo Introvignes in der Alleanza Cattolica nichts mit der Ausrichtung der CESNUR zu tun habe und dass CESNUR von einem wissenschaftlichen Gremium geleitet werde, dessen Mitglieder die unterschiedlichsten religiösen und politischen Anschauungen hätten.
CESNURS Informationsseiten im Internet über die Diskurse im Zusammenhang mit neuen Religionen werden von einigen Kritikern für zu „sektenfreundlich“ gehalten.

## Geschichte
CESNUR wurde 1988 auf einem von Massimo Introvigne, Jean-François Mayer und Ernesto Zucchini organisierten Seminar in Italien gegründet. Introvigne ist ein italienischer Anwalt für geistiges Eigentum und Soziologiedozent, der auch als Direktor der Gruppe fungiert. Introvigne ist seit 1972 Mitglied der katholisch-konservativen Organisation Alleanza Cattolica und war bis 2016 Vizepräsident dieser Gruppe. Mayer ist ein Schweizer Historiker, der auf neue religiöse Bewegungen spezialisiert ist. Er war eine Zeit lang Dozent an der Universität Freiburg und wurde 2012 vom Kanton Freiburg beauftragt, einen Bericht zur Situation der dortigen Religionsgemeinschaften zu erstellen. Zucchini ist ein katholischer Priester, der 2009 Professor für Theologie an der Theologischen Fakultät der Diözese Massa Carrara-Pontremoli in Italien wurde und über die italienische Mystikerin Maria Valtorta und die Zeugen Jehovas publizierte und Vorträge hielt.
Giuseppe Casale, ein katholischer Historiker und Erzbischof der Erzdiözese Foggia-Bovino, wurde zum ersten Präsidenten von CESNUR ernannt. Später wurde Luigi Berzano Präsident von CESNUR. In seiner Analyse der Abläufe einer der ersten CESNUR-Konferenzen schrieb der französische Soziologe Jean Séguy 1988, dass die meisten Teilnehmer Katholiken gewesen seien und die traditionelle katholische Sicht auf Phänomene wie Spiritualismus und New Age dargestellt hätten.
Weitere Mitglieder des CESNUR-Vorstands sind Luigi Berzano, Gianni Ambrosio, Reender Kranenborg, Eileen Barker und J. Gordon Melton. Berzano, der spätere Präsident von CESNUR, ist Professor für Soziologie an der Universität Turin. Ambrosio ist ein italienischer Soziologe, der 2007 Bischof der katholischen Diözese Piacenza-Bobbio wurde. Kranenborg ist ein niederländischer reformierter Theologe. Barker ist ein Soziologin, die The Making of a Moonie: Choice or Brainwashing? (1984) schrieb und 1988 das Information Network Focus on Religious Movements (INFORM) gründete. Melton ist angesehener Professor für amerikanische Religionsgeschichte an der Baylor University in Waco, Texas.
1995 veröffentlichte die französische Parlamentarische Kommission für Sekten nach den Ereignissen um den Orden des Sonnentempels einen kritischen Bericht über Sekten. Es folgten ähnliche Berichte anderer Regierungen. CESNUR behauptete, diese Texte stützten sich übermäßig auf Informationen der Anti-Sekten-Bewegung und kritisierte sie öffentlich, insbesondere in einem Buch mit dem Titel Pour en finir avec les sectes. Die kanadische Wissenschaftlerin Susan Jean Palmer schrieb, dass der Titel, übersetzt als „Um den Sekten ein Ende zu setzen“, eine doppelte Bedeutung habe und „absichtlich irreführend“ sei, da die Autoren nicht auf Sekten oder Kulte abzielten, sondern der staatlichen Kritik an ihnen ein Ende setzen wollten. Die französischen Soziologen Jean-Louis Schlegel und Nathalie Luca rezensierten das Buch kritisch und stellten fest, dass die Autoren zwar mit ihrer Kritik an einigen Fehlern des Parlamentsberichts recht hatten, CESNUR sich jedoch mit dem Band von einer wissenschaftlichen zu einer militanten Anwaltsposition und zu einer einseitigen Verteidigung von Sekten bewegt hatte. Laut Palmer verärgerte das Buch die französischen Behörden so sehr, dass einer seiner Mitautoren, der französische Historiker Antoine Faivre, von der Polizei vorübergehend verhaftet wurde (garde à vue). Ihm wurde vorgeworfen, vertrauliche Informationen über die von der Parlamentarischen Kommission befragten Personen preisgegeben zu haben. Er wurde jedoch nur für ein paar Stunden festgehalten und ein Richter ließ die Anklage später fallen.